# خوبوشان
خوبوشان یک روستا در خراسان شمالی است که در بخش خبوشان واقع شده‌است. خوبوشان ۴۱۳ نفر جمعیت دارد.